# Colette Nucci
Pour les articles homonymes, voir Nucci.
Scènes principales
théâtre 13
Colette Nucci est une actrice et directrice de théâtre française née le 16 avril 1950 à Marseille et morte le 10 mai 2023 à Bougival.

## Biographie

### Jeunesse et études
Colette Nucci passe son enfance en Algérie qu'elle quitte définitivement avec sa famille en 1963. C'est au Mans (1963-1969) qu'elle prend ses premiers cours de théâtre. Elle entre en 1971 au Conservatoire national supérieur d'art dramatique dans la classe de Louis Seigner (promo 1974).

### Carrière
Après avoir vécu à Madrid de 1976 et 1984 où Colette Nucci rencontre celui qui deviendra son mari, le peintre et musicien espagnol José Luís Peñamaría, elle revient en France et s'installe à Bougival, où elle ouvre un cours de théâtre et dirige une compagnie de 1991 à 2000.
En septembre 1999, elle prend la direction du théâtre 13 dans le 13e arrondissement de Paris,. « Elle a toujours défendu les jeunes artistes, les compagnies naissantes. Au fil du temps, le théâtre 13 est devenu une pépinière où bien des talents ont éclos. » (Alexis Michalik, Xavier Gallais, Salomé Lelouch...) . Elle le quitte en 2020.

### Mort
Colette Nucci meurt d'un cancer le 10 mai 2023 à Bougival à l'âge de 73 ans.

### Vie privée
Avec José Luís Peñamaría, Colette Nucci a eu deux fils, Benjamin et Pablo, tous deux comédiens.

## Théâtre

### Comédienne
- 1972 : La Station Champbaudet d'Eugène Labiche, mise en scène Jean-Laurent Cochet, Comédie-Française
- 1973 : Le Jeu de l'amour et du hasard de Marivaux, mise en scène Jean Meyer, théâtre des Célestins
- 1973 : On purge bébé de Georges Feydeau, mise en scène Jean Meyer, théâtre des Célestins
- 1986 : Les Fausses Confidences de Marivaux, mise en scène Jean-Laurent Cochet, Festival d'Anjou
- 1997 : Le Paradis sur terre de Tennessee Williams, mise en scène Fabian Chappuis et Yves Llobregat, Grenier de Bougival
- 1999 : La Mère confidente de Marivaux, Grenier de Bougival
- 2001 : Treize Mains d'après Carol Shields, mise en scène Rachel Salik, théâtre 13[7]

## Filmographie
- 1996  : Les Sœurs Hamlet d'Abdelkrim Bahloul : rôle de la mère.

### Doublage

#### Cinéma
- 2013 : Un été à Osage County : Mattie Fae Aiken (Margo Martindale)

#### Télévision

##### Téléfilm
- 2018 : Des retrouvailles à Noël : Mimi (Dee Wallace)

##### Série télévisée
- 1995-2009 : Urgences : L'infirmière Chuny Marquez (Laura Cerón)